# 贝尔默兰
贝尔默兰（法語：Bermerain，法語發音：[bɛʁməʁɛ̃]）是法国上法蘭西大區北部省的一个市镇，属于康布雷区。

## 地理
贝尔默兰（50°15'8"N, 3°31'59"E）面积6.66 平方千米，位于法国上法蘭西大區北部省，该省份为法国最北部的省份及最长的省份，西北濒北海，西接加来海峡省，南至埃纳省和索姆省，东与比利时接壤。
与贝尔默兰接壤的市镇（或旧市镇、城区）包括：埃卡永河畔旺德日、埃卡永河畔圣马丹、塞普姆里、卡佩勒、埃卡尔曼、吕埃讷。

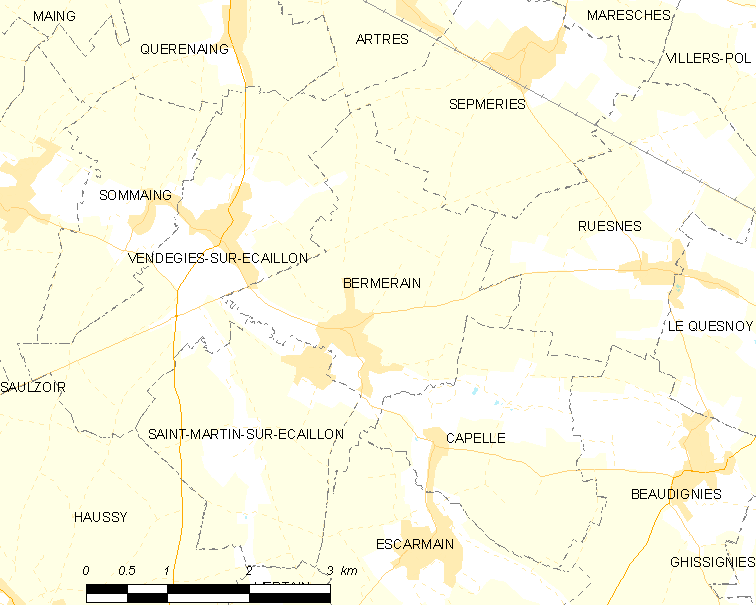
贝尔默兰的OSM定位图

贝尔默兰的时区为UTC+01:00、UTC+02:00（夏令时）。

## 行政
贝尔默兰的邮政编码为59213，INSEE市镇编码为59069。

## 政治
贝尔默兰所属的省级选区为科德里县。

## 人口

1962-2008年间贝尔默兰人口变化图示

贝尔默兰于2022年1月1日时的人口数量为778人。